# Le nozze di Teti e di Peleo
Le nozze di Teti e di Peleo és una òpera en tres actes de Francesco Cavalli sobre un llibret d'Orazio Persiano. Va ser estrenada al Teatro San Cassiano de Venècia el 24 de gener de 1639 i es considera la primera òpera veneciana de la qual se n'ha conservat la música.
És la primera òpera de Cavalli amb la qual obtingué un èxit considerable que li va permetre d'escriure gairebé una òpera per any per aquest teatre.
Utilitza una gran destresa contrapuntística en la utilització dels curts, que de vegades donen un resultat de sobrecàrrega en la composició. Conté una sèrie d'àries estròfiques, amb ritme a tall de dansa estilitzada que va servir de pauta per a algunes obres de Monteverdi.

## Argument
Júpiter i Neptú ofereixen Peleu, com a pagament pels seus serveis, la mà de la bella nereida Tetis. Aquesta no accepta la unió i recorrerà a transformar-se en diversos elements per eludir el compromís (arbre, serp, ocell, tigre, etc.). Al final, amb l'ajuda del centaure Quiró, aconsegueix tornar a la seva antiga forma. En aquell moment se celebren els casaments entre ambdós personatges. No obstant això, en el transcurs de les celebracions nupcials, La Discòrdia llança una poma d'or perquè sigui lliurada a la deessa més bella (la poma de la discòrdia), ningú no vol comprometre's, fins que Júpiter encarrega a Paris que actuï com a jutge. (primer episodi de la Guerra de Troia).